# Татаров, Олег Юрьевич
Олег Юрьевич Татаров (укр. Олег Юрійович Татаров; род. 31 августа 1982, Новоукраинка, Кировоградская область) — украинский государственный деятель, юрист. Заместитель руководителя Офиса Президента Украины с 5 августа 2020 года.

## Биография
Олег Татаров родился 31 августа 1982 года в Новоукраинке, Кировоградская область, Украина. С детства занимается тайским боксом и возглавляет Киевскую федерацию этого вида спорта.

### Образование
В 2003 году Татаров окончил Национальную академию внутренних дел Украины. В 2005 году получил степень магистра в Национальной академии внутренних дел.
В 2010 году окончил Киевский национальный университет имени Тараса Шевченко по специальности «Учёт и аудит».
Татаров окончил Лондонский университет и получил европейскую лицензию адвоката.

### Карьера
В 1999—2014 годах служил в органах внутренних дел Украины.
С 2011 по 2014 год был заместителем начальника Главного следственного управления Министерства внутренних дел Украины. В этот период входил в состав различных рабочих групп по вопросам усовершенствования правового регулирования деятельности органов досудебного расследования, прокуратуры и адвокатуры. В частности, входил в рабочую группу по совершенствованию законодательства о бесплатной правовой помощи, межведомственной рабочей группы по анализу состояния соблюдения законодательства о свободе слова и защите прав журналистов.
С 2014 года занимается юридической практикой, управляющий партнер адвокатского бюро «Татаров, Фаринник, Головко». С 2014 по 2020 год занимался адвокатской деятельностью, профессор кафедры уголовного процесса Национальной академии внутренних дел Украины (по совместительству).
5 августа 2020 года указом Президента Украины Владимира Зеленского назначен заместителем руководителя Офиса Президента Украины.
Татаров в команде президента начинал с координации работы силовиков: Национального антикоррупционного бюро Украины, Службы безопасности Украины, Государственного бюро расследований, Национальной полиции Украины. Позднее ему поручили патронат над всей уголовной юстицией — органами досудебного следствия, в частности прокуратурой и судами, рассматривающими уголовные дела.

## Научная деятельность
Является доктором юридических наук, профессором. Действующий член специализированных ученых советов по защите кандидатских и докторских диссертаций.
Татаров является членом редакционной коллегии научно-практического журнала «Вестник уголовного судопроизводства».
Автор более 300 научных и учебно-методических работ по уголовному процессу и криминалистике. По совместительству Татаров преподавал в учебных юридических заведениях такие учебные дисциплины: «Уголовный процесс», «Международная правовая помощь в уголовном производстве», «Доказывание в уголовном производстве», «Организация взаимодействия подразделений во время досудебного расследования», «Современные аспекты уголовного права и процесса».

## Признание
В апреле 2021 года ежегодный международный рейтинг в области права The Legal 500 (Великобритания) добавил Олега Татарова в перечень лидеров среди адвокатов в сфере права, связанного с так называемой служебной преступностью (White-Collar Crime — беловоротничковая преступность).
В декабре 2021 года Татаров занял 12-е место в рейтинге «100 самых влиятельных украинцев» по версии журнала «Фокус». По оценкам экспертов, в 2021 году влияние Олега Татарова на систему усилилось. В первую очередь это случилось после ухода с должности министра внутренних дел Арсена Авакова. Его место занял Денис Монастырский, которого эксперты считали подконтрольным Офису Президента и лично Татарову.

## Государственные награды
- Премия имени Ярослава Мудрого (ноябрь 2013)[14];

- Заслуженный юрист Украины (январь 2014)[15].